# Stadtbefestigung (Obermarsberg)

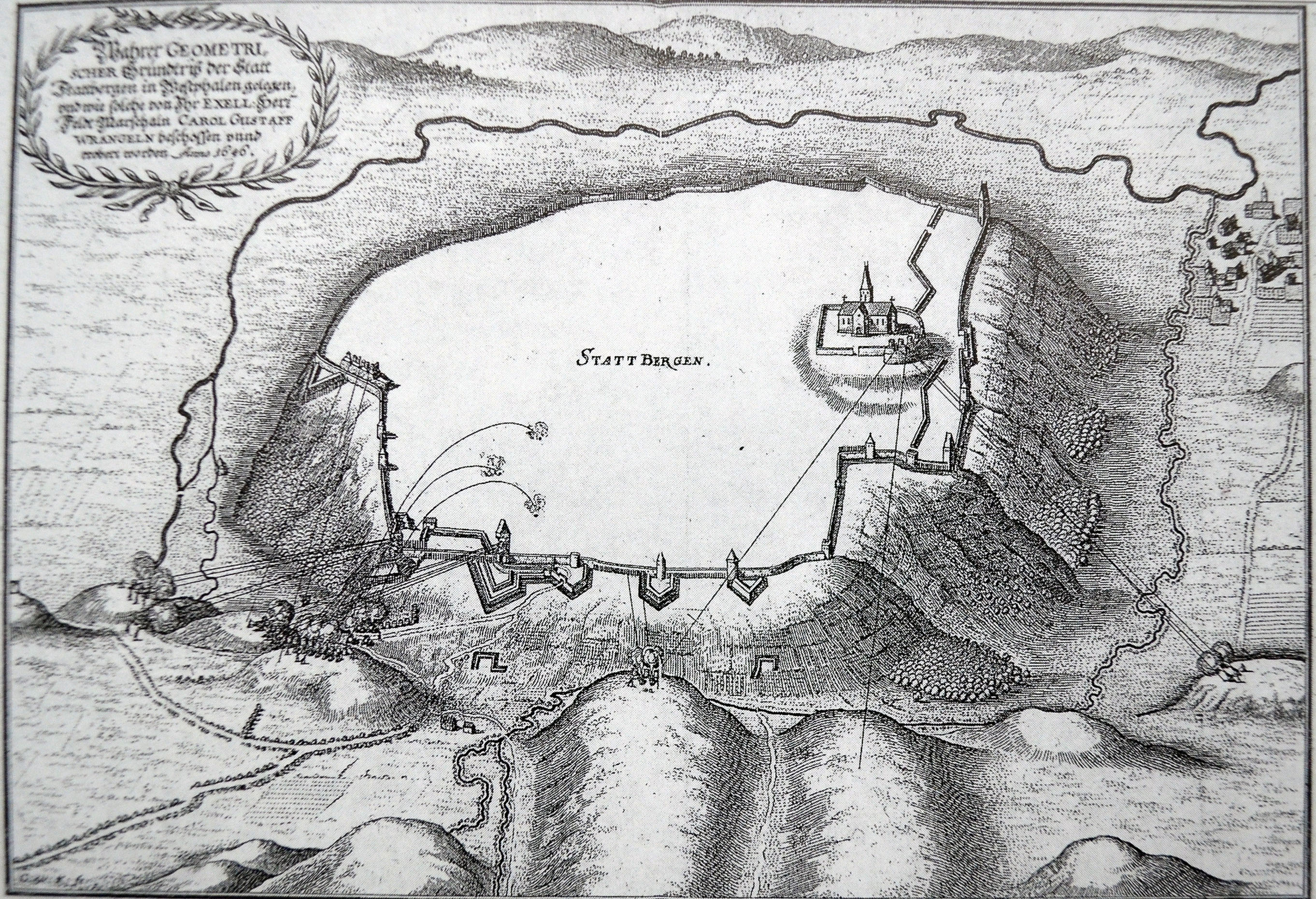
Karte von Matthäus Merian, 1646

Die Stadtbefestigung Obermarsberg war eine mittelalterliche Befestigungsanlage zum Schutz vor Angreifern. Obermarsberg ist ein Stadtteil von Marsberg im Hochsauerlandkreis (Nordrhein-Westfalen). Die noch vorhandenen Reste der Stadtbefestigung sind denkmalgeschützt.

## Geschichte und Beschreibung

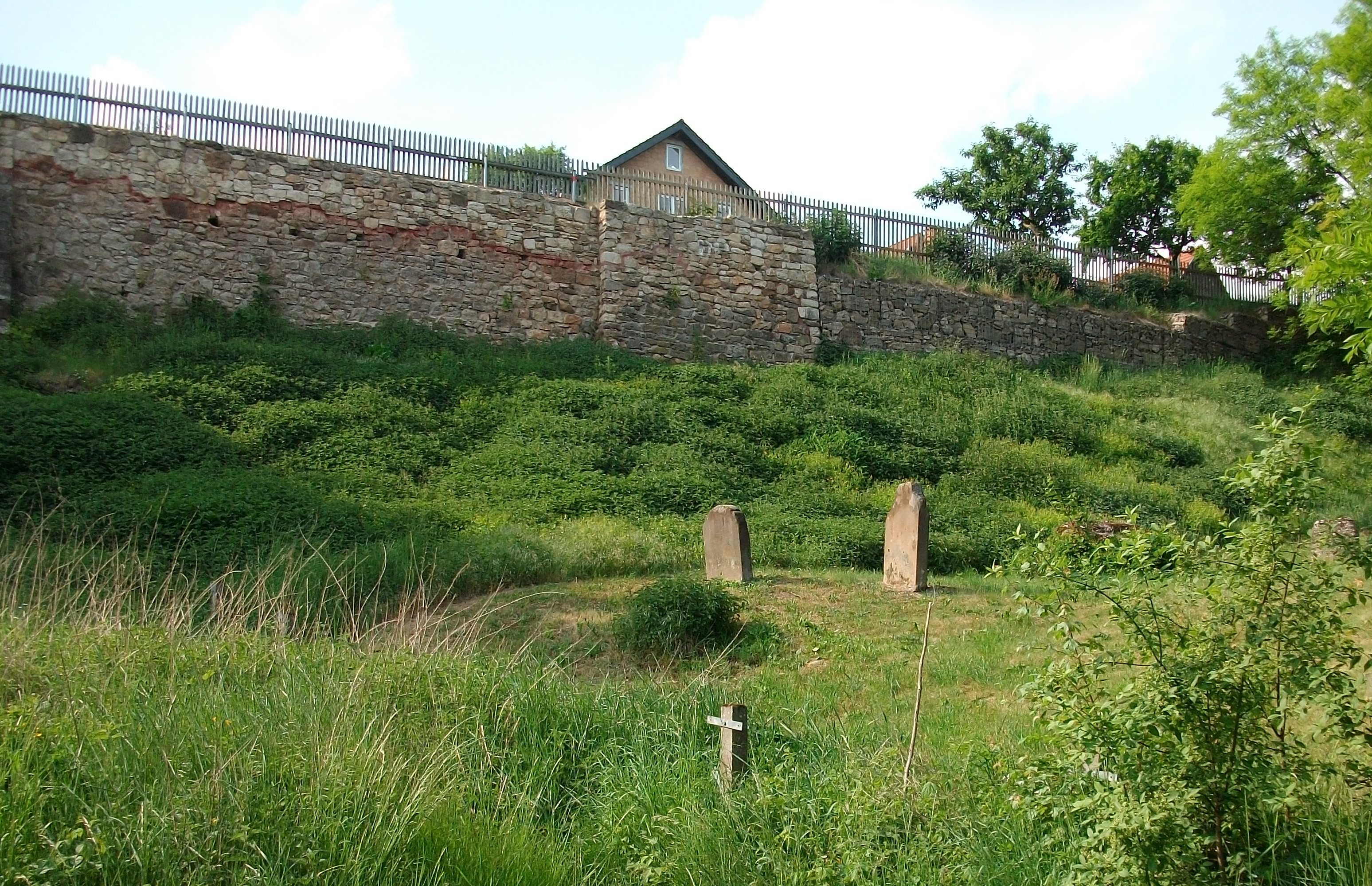
Stadtmauer am jüdischen Friedhof

Seit dem Ende des 13. Jahrhunderts waren der Klosterbezirk, und die Stadtberge mit einer starken mit sieben Türmen bewehrten Stadtmauer umgeben. Die Stadt war durch zwei abschließbare Tore begehbar. Von der Befestigung ist der Buttenturm auf der Nordseite erhalten, er war der Stadtmauer vorgelagert und diente der Bewachung einer Quelle in der kleinen Drakenhöhle, um die lebensnotwendige Trinkwasserversorgung zu gewährleisten. Durch einen unterirdischen Gang war er mit dem alten Rathaus verbunden. Im Südosten sind Reste eines Rundturmes erhalten, der zeitweise für die Wasserversorgung genutzt wurde. Teile der alten Stadtmauer sind noch am jüdischen Friedhof erhalten.